# Myš zebrovaná
Myš zebrovaná (Lemniscomys barbarus) je malý hlodavec z podřádu myšovců. Tento monotypický druh žije v pobřežních částech Maroka, Alžírska a Tuniska v severozápadní Africe.
V minulosti se věřilo, že se vyskytuje i ve velké části subsaharské Afriky, ale tamější myší populace je dnes uznávána za samostatný druh Lemniscomys zebra.

## Popis
Jednotlivé druhy rodu Lemniscomys se od sebe liší pruhováním. Myš zebrovaná má na těle sérii výrazně se střídajících světlých a tmavých podélných pruhů, jež probíhají od krku až k ocasu. Dospělá myš dorůstá velikosti 9–12 cm, ocásek je ještě o něco delší.

## Výskyt
Myš zebrovaná obývá křovinaté a travnaté oblasti v severní Africe, na zdejších pouštích se však nevyskytuje. Splétá si kulovitá hnízda z travin. Žije samotářsky.

## Potrava
Tyto myši se živí semeny, plody a zelenými částmi rostlin i hmyzem.

## Rozmnožování
Obdobím rozmnožování je jaro, kdy mají myši dostatek potravy. Samice je březí cca 3 týdny a rodí průměrně 4–5 mláďat. Může porodit i vícekrát.